# Spermacoce viridiflora
Spermacoce viridiflora là một loài thực vật có hoa trong họ Thiến thảo. Loài này được (Hassl.) Govaerts miêu tả khoa học đầu tiên năm 1996.